# Edward Gorol
Edward Gorol (23. července 1930 Mikołów – 2003) byl polský sochař, medailér a tvůrce mnoha polských státních a vojenských vyznamenání.

## Dílo

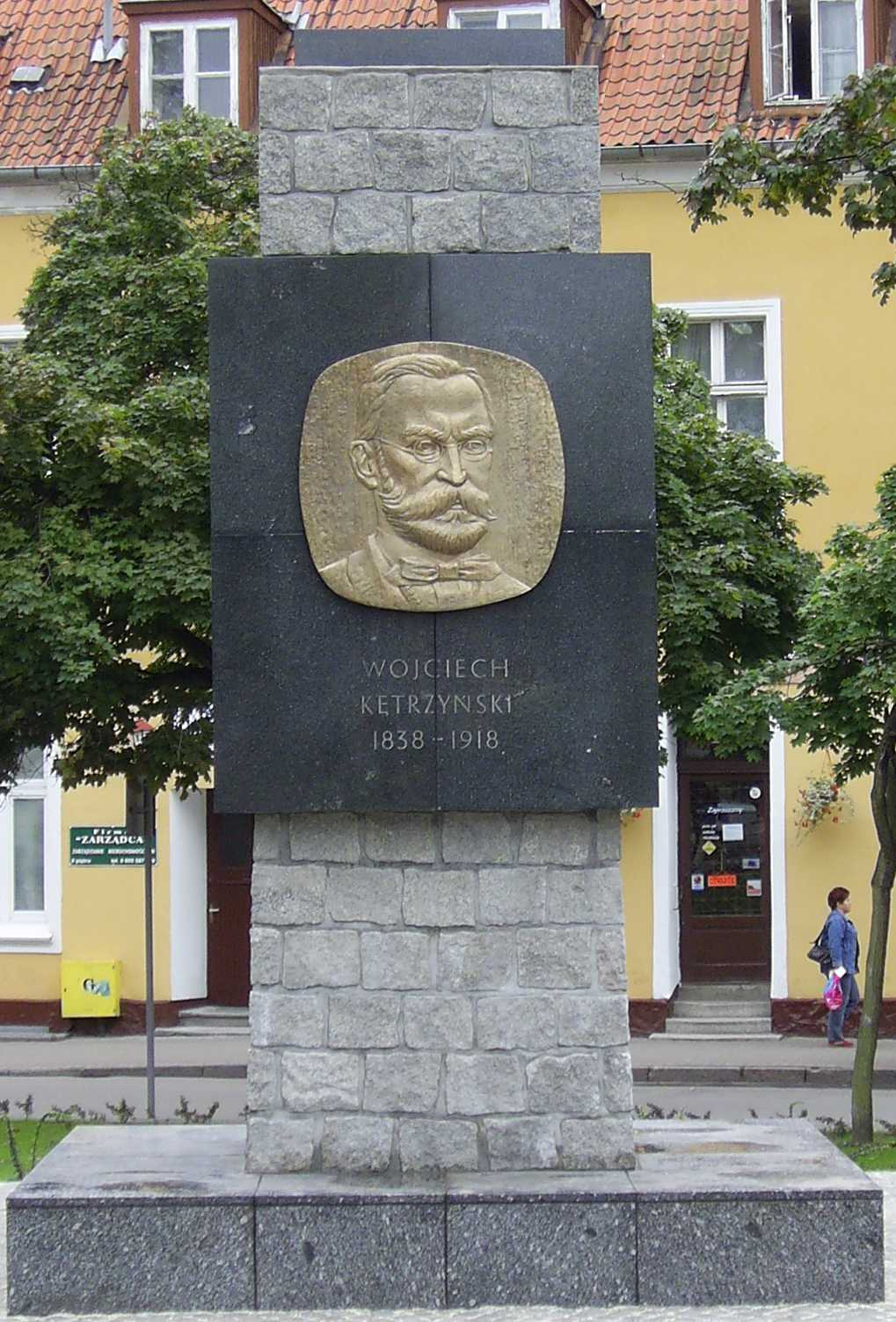
Pomník Wojciecha Kętrzyńského

Medaile a vyznamenání jím vytvořené:
- Řád Virtuti Militari - moderní verze
- Řád bílé orlice - moderní verze
- Řád za zásluhy Polské republiky - moderní verze
- Řád Polonia Restituta - moderní verze
- Řád úsměvu
- Kříž za chrabrost - moderní verze
- Varšavský kříž povstání
- Osvětimský kříž
- Kříž bitvy u Lenina
- Medaile Za účast ve válce roku 1939
- Kříž polských ozbrojených sil bojovníků na Západě
- Řád praporu práce
- Medaile Rodła
- Kříž armády kraje - moderní verze
- Kříž národního vojenského činnu - moderní verze
- Kříž za zásluhy o Polskou skautskou asociaci - moderní verze
- Kříž za zásluhy o Polský skauting - moderní verze
- Medaile 40. výročí Polské lidové republiky

Sochy a pomníky
- pomník Wojciecha Kętrzyńského v Kętrzyně
- obraz Stefana Starzyńského na plaketě umístěna na budově Szkoła Główna Handlowa w Warszawie, ul. Rakowieckiej 24

Jiné
- Medaile Polské asociace badmintonu
- Medaile Gloria Medicinae